# Toshiaki Imai
Toshiaki Imai (jap. 今井 敏明 Imai Toshiaki; ur. 29 grudnia 1954) – japoński piłkarz.

## Kariera piłkarska
Od 1977 do 1981 roku występował w klubie Fujitsu.

## Kariera trenerska
Po zakończeniu piłkarskiej kariery pracował jako trener w Kawasaki Frontale.